# Świękitki
Świękitki (deutsch Klein Schwenkitten) ist ein Ort in der polnischen Woiwodschaft Ermland-Masuren. Er gehört zur Landgmeiende Lubomino (Arnsdorf) im Powiat Lidzbarski (Kreis Heilsberg).

## Geographische Lage
Świękitki liegt in der nordwestlichen Woiwodschaft Ermland-Masuren, 39 Kilometer südöstlich der Kreisstadt Lidzbark Warmiński (Heilsberg).

## Geschichte
Das einstige Klein Schwenkitten bestand lediglich aus einem kleinen Gehöft. Bis 1929 war es ein Vorwerk zum Rittergut Adlig Schwenkitten, das seit 1874 Teil des Amtsbezirks Elditten (polnisch Ełdyty Wielkie) im ostpreußischen Kreis Heilsberg war. Im Jahre 1905 zählte Klein Schwenkitten 20 Einwohner.
Als Adlig Schwenkitten im Jahre 1928 nach Schwenkitten (polnisch Świękity) eingemeindet wurde, wurde Klein Schwenkitten ein Wohnplatz eben dieser Gemeinde.
Im Jahre 1945 wurde das gesamte südliche Ostpreußen in Kriegsfolge an Polen abgetreten. Klein Schwenkitten erhielt die polnische Namensform „Świękitki“ und ist heute eine „Kolonia“ in der Gmina Lubomino (Landgemeinde Arnsdorf) im Powiat Lidzbarski (Kreis Heilsberg). Bis zum 31. Dezember 2024 war Świękitki „część wsi Świękity“ (= „Teil des Ortes Świękity“).

## Religion
Świękitki gehört heute wie Klein Schwenkitten bereits vor 1945 zur römisch-katholischen St.-Martins-Kirche Ełdyty Wielkie (Elditten) im jetzigen Erzbistum Ermland. Bis 1945 war Klein Schwenkitten auch in die evangelische Kirche in Liebstadt (polnisch Miłakowo) in der Kirchenprovinz Ostpreußen der Kirche der Altpreußischen Union eingegliedert, während Świękitki heute zur Diözese Masuren der Evangelisch-Augsburgischen Kirche in Polen gehört.

## Verkehr
Świękitki ist von Świękity aus auf einer Landwegverbindung zu erreichen. Eine Bahnanbindung besteht nicht.